# Aspidoras psammatides
Aspidoras psammatides és una espècie de peix de la família dels cal·líctids i de l'ordre dels siluriformes que habita a la conca del riu Paraguaçu (Brasil).
Els mascles poden assolir els 3,1 cm de llargària total.